# Елшанка (Воскресенский район)
Елшанка — село в Воскресенском районе Саратовской области. Административный центр Елшанского муниципального образования.

## География
Центр села расположен в 3 километрах от правого берега Волги. Расстояние до Саратова и Воскресенского — 50 километров (к юго-западу и востоку соответственно). Через Елшанский округ проходит федеральная автотрасса Р228 Волгоград — Саратов — Сызрань. С областным центром село связано рейсовым автобусом.
Название села «Елшанка» произошло от дерева ольхи (елхи), буйно растущей по берегам речки Елшаночки (Елшанки), которая имеет течение около 15 вёрст. Село возникло в первой половине XVIII века, примерно в 1721—1747 годах, на крупной почтовой дороге — Астраханской (впоследствии «Казанский торговый тракт»). В устье Елшаночки в царские времена была пристань, откуда грузили пшеницу, на сумму до 15 тыс. рублей (для того времени это были большие объёмы зерна). В самой речке вплоть до Брежневских времён водилась рыба: горчак, пескарь и форель.

## Население
| 2002 | 2010  |
| ---- | ----- |
| 2135 | ↘1983 |

## Достопримечательности
Первая деревянная церковь была построена в 1752 году.
На центральной площади установлен памятник-обелиск погибшим в 1941—1945 годах односельчанам.

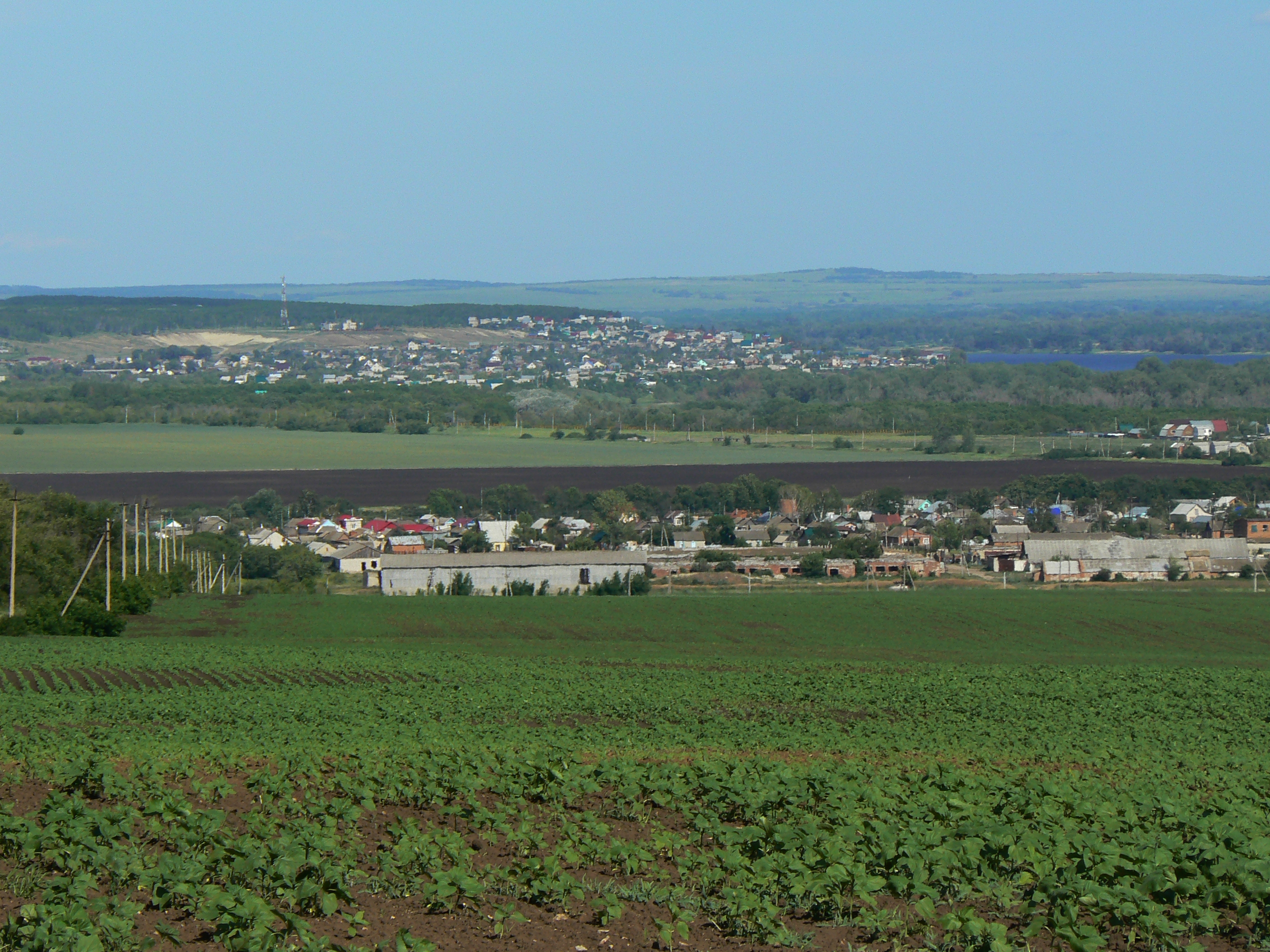
На холме при въезде в село
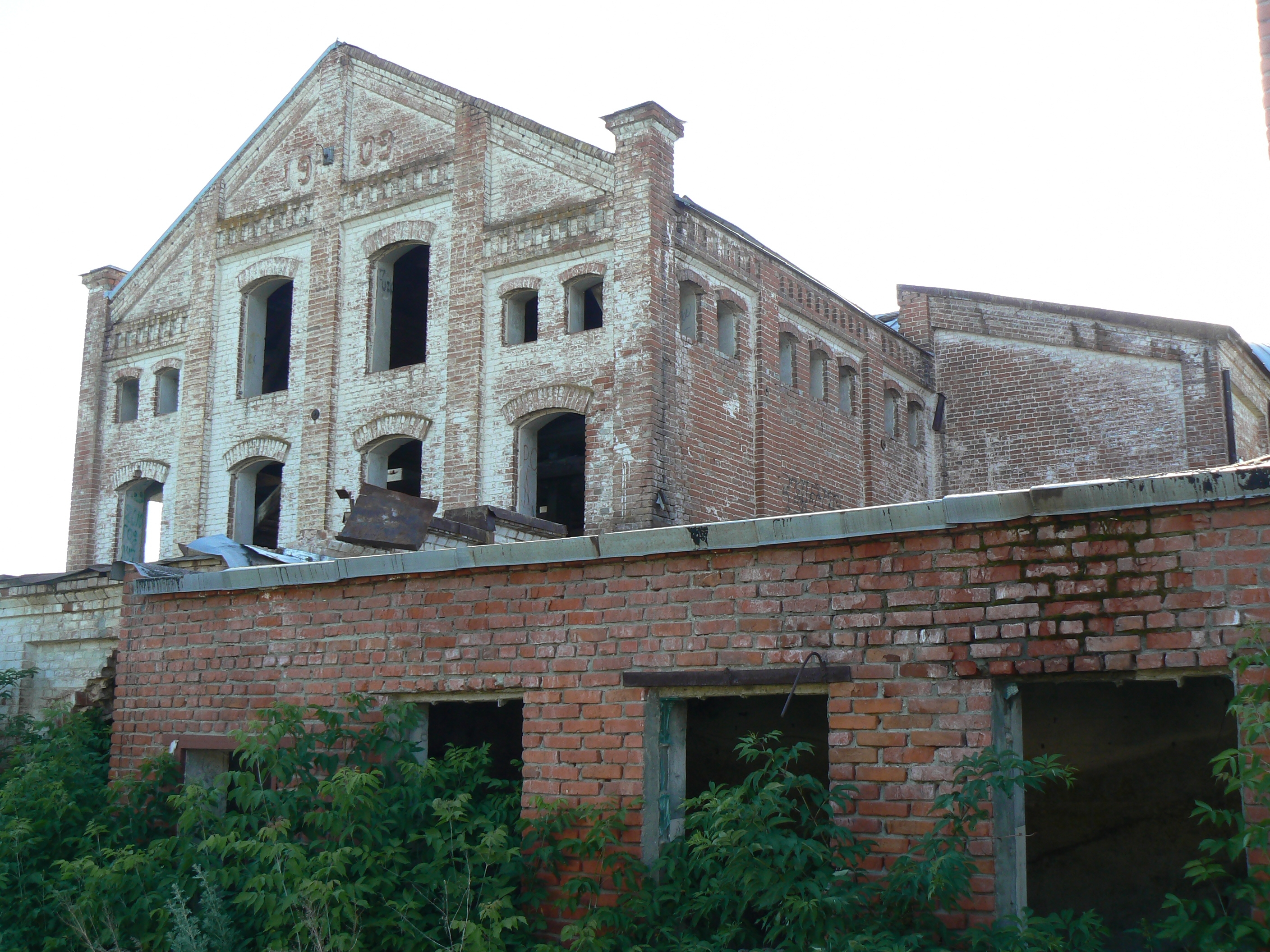
Заброшенная мельница в центре села
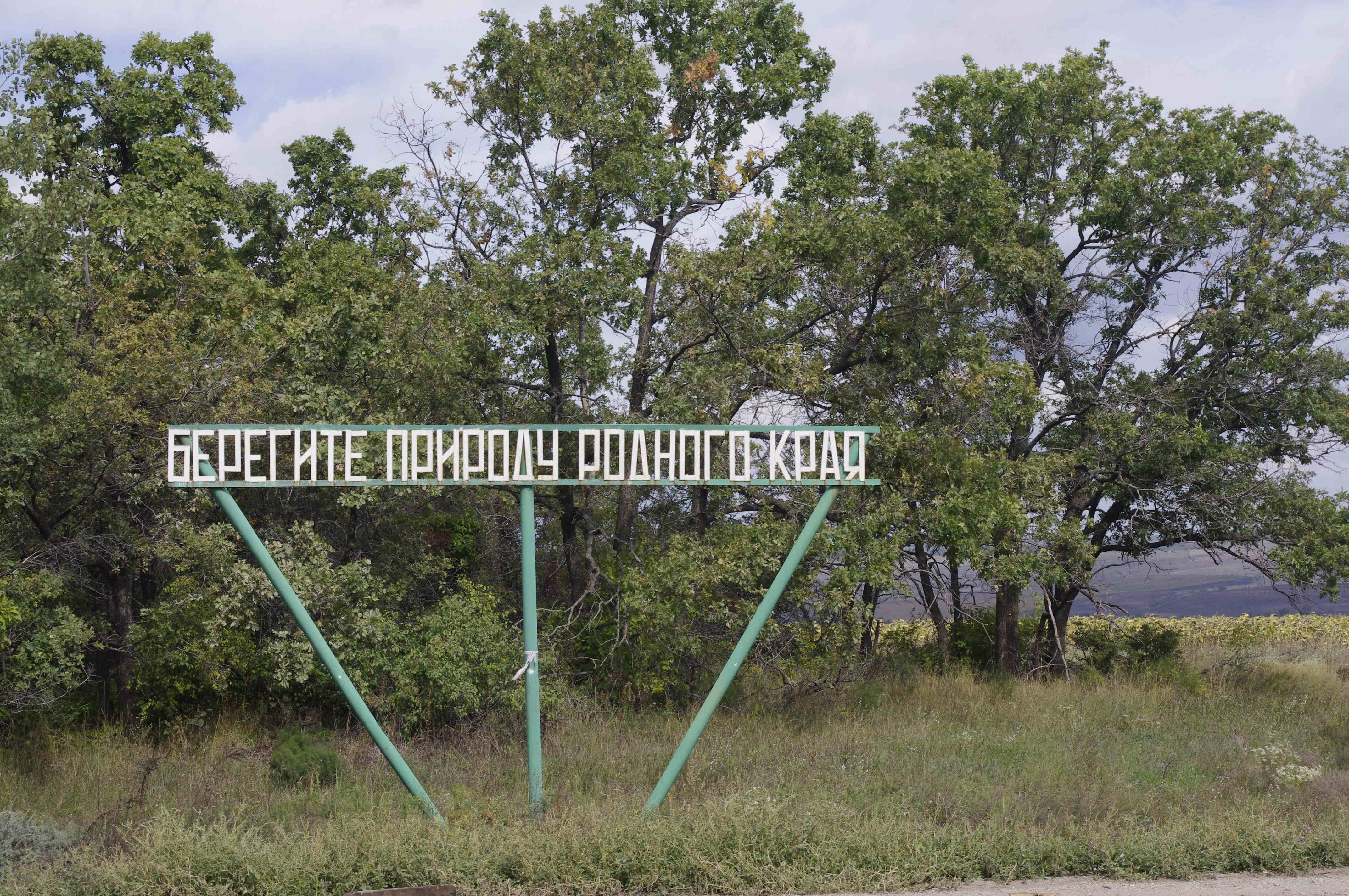
На холме при въезде в село
Обелиск
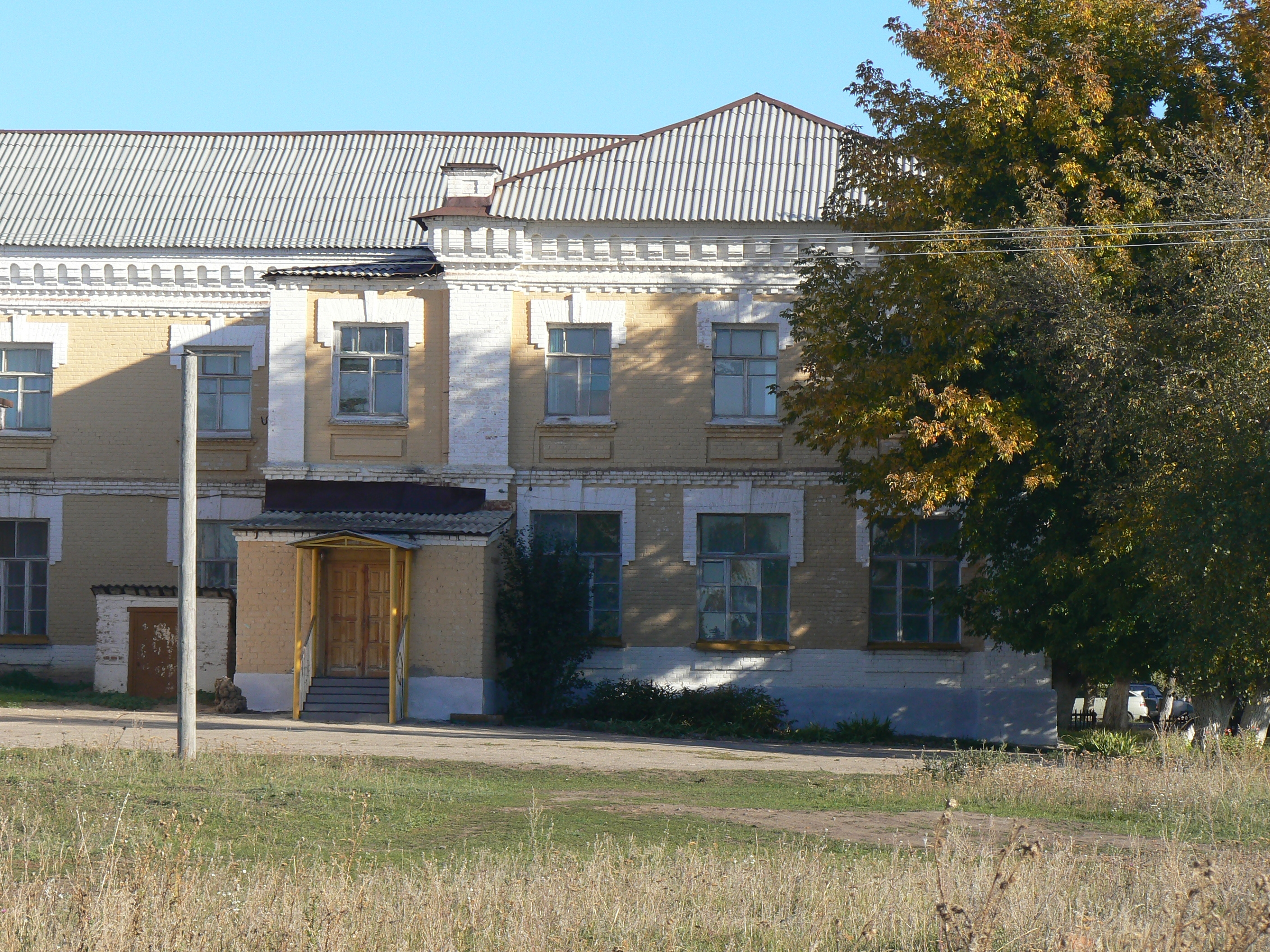
Здание старой школы
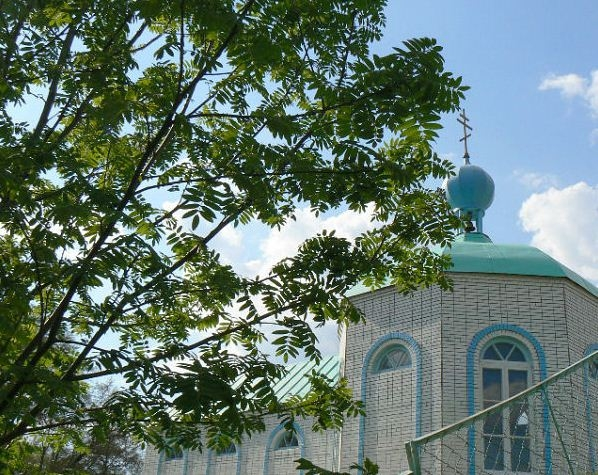
Часовня «Живоносный источник» на «Белых родниках»